# 同步音律喵赛克
《同步音律喵赛克》是由中国游戏公司I-Inferno开发，并于2014年6月26日发布的音乐游戏。中国大陆的官方名称为同步音律喵赛克；全球范围内，在PlayStation Mobile、IOS、Android等移动平台发行的版本名为MUSYNC；而在PlayStation 4、Switch、Android、Xbox Series X/S、Windows等家用主机平台发行的版本名为MUSYNX。
2018年6月21日，游戏在PlayStation 4、PlayStation Vita和任天堂Switch平台发布，此后的作品标题均更名为《MUSYNX》。

## 简介
最初发布于PlayStation Mobile的《MUSYNC》是一款垂直下落式音乐游戏，玩法类似于科乐美的《狂热节拍》，其系统和游戏画面则与PENTAVISION的《DJMAX》更为接近。
iOS和Android版则对游戏系统进行了大幅度修改，采用了类似雷亞遊戲的《Deemo》的用户界面，音符从屏幕深处流向玩家，被游戏评测媒体评价为“音符高速公路”。此外每首歌曲都配有专属的游戏皮肤，是该游戏的特点之一。